# Ди Вайо, Марко
Ма́рко Ди Ва́йо (итал. Marco Di Vaio; род. 15 июля 1976, Рим) — итальянский футболист, нападающий. Участник чемпионата Европы 2004 в составе сборной Италии.

## Карьера

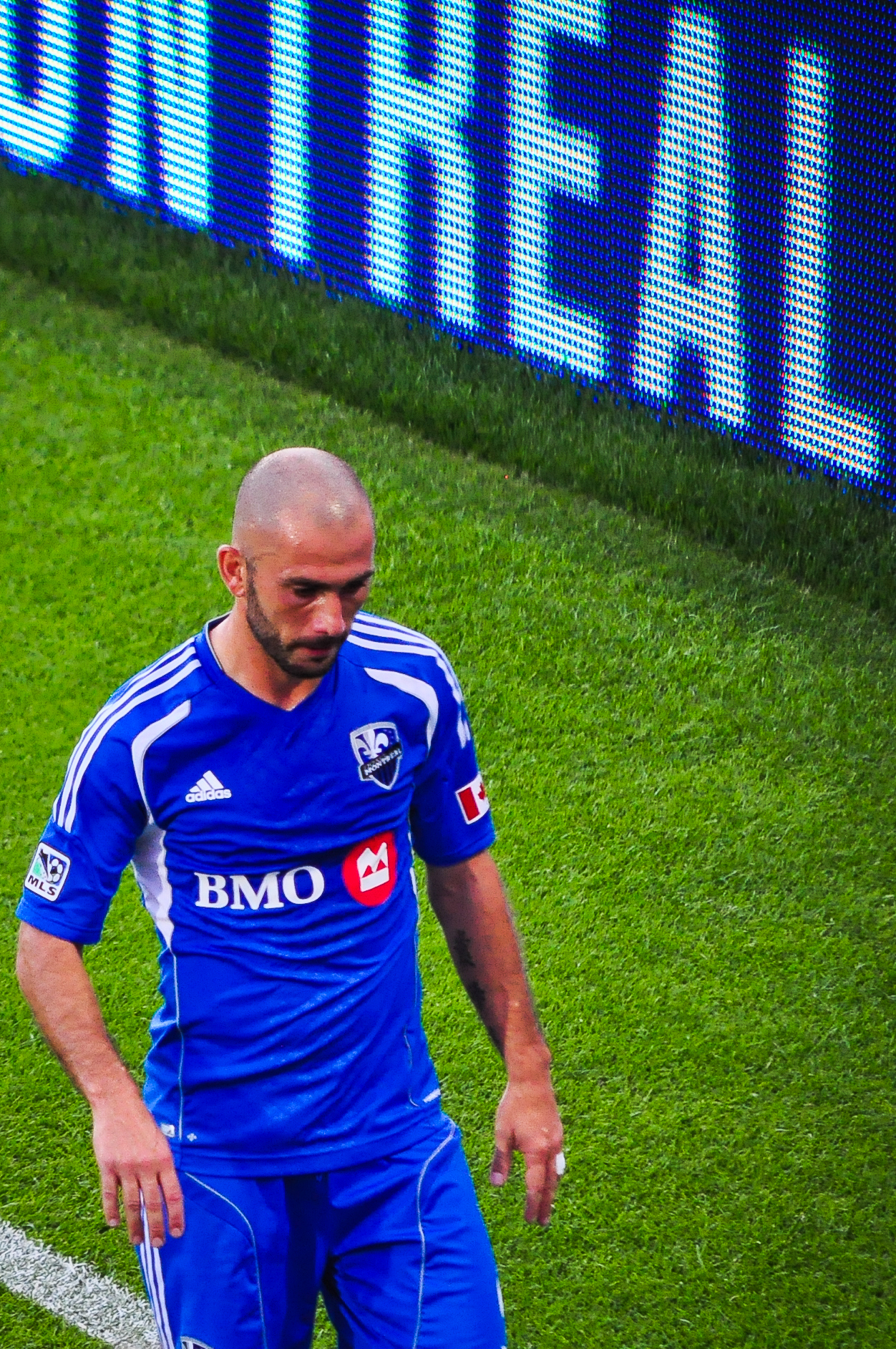
Ди Вайо в форме «Монреаль Импакт»

Является воспитанником клубной школы «Лацио» наряду с Алессандро Нестой, Флавио Ромой и прочими. Марко стал по-настоящему известным футболистом в «Парме», из которой начал вызываться в сборную Италии. Участвовал в отборочных матчах ЧМ-2002. После чемпионата мира перешёл в «Ювентус», где он провел два года за спиной Алессандро Дель Пьеро и Давида Трезеге. Летом 2004 года его пригласил в «Валенсию» Клаудио Раньери, который был намерен итальянизировать команду с помощью Марко, Бернардо Корради, Стефано Фьоре и Эмилиано Моретти.
Полтора года пребывания в «Валенсии» были не особо удачными, и несмотря на предложения вернуться в Италию, зимой 2006 года он подписал арендное соглашение с «Монако». За полгода он забил 5 голов и летом подписал полноценный контракт с монегасками. Впрочем, там он пробыл ещё полгода (3 гола) и все-таки вернулся на родину в «Дженоа», тогда ещё — команду серии В.
Ди Вайо после непростой адаптации забил более десяти мячей, чем помог генуэзцам вернуться в элиту итальянского футбола. В серии А Ди Вайо вытеснил арендованный из «Милана» Марко Боррьелло, ставший одним из лучших бомбардиров чемпионата. Зимой ходили слухи об интересе родного клуба Марко — «Лацио», но сделка не состоялась.
В первом сезоне за «Болонью» стал лучшим бомбардиром клуба с 24 мячами в Серии А, а также поделил второе место с Диего Милито в споре бомбардиров чемпионата, пропустив вперед Златана Ибрагимовича с 25 мячами. Летом 2009-го продлил контракт до 2011 года.
В конце мая 2012 года Ди Вайо подписал контракт и перешёл в клуб «Монреаль Импакт», выступающий в лиге MLS.

## Достижения

### Командные
- Чемпионат Италии (Серия B) 1998 (Салернитана)
- Кубок Италии 2002 (Парма)
- Суперкубок Италии 1999 (Парма), 2003, 2004 (Ювентус)
- Суперкубок УЕФА 2004 (Валенсия)
- Чемпионат Италии (Серия A) 2003 (Ювентус)

### Личные
- Лучший бомбардир Серии B: 1997/98
- Символическая сборная года MLS: 2013